# Estação arqueológica de Cabranosa
A Estação arqueológica de Cabranosa é uma zona onde foram descobertos vestígios pré-históricos, situado perto da aldeia de Sagres, no concelho de Vila do Bispo, no Sul de Portugal.

## Descrição
O sítio arqueológico é composto por dois núcleos muito próximos numa zona de planalto dunar, um deles correspondente a um antigo povoado, onde foram descobertos vestígios de estruturas de combustão com restos de fauna malacológica. O espólio também inclui machados em pedra polida e várias peças de cerâmica, umas no estilo cardial e outras do tipo impresso e não cardial, algumas apresentado incisões, cordões ou mamilos. Também foram descobertos vários vestígios de produção, como lascas e núcleos, além de várias lamelas por pressão. O principal material utilizado tantos nestas peças como nas de pedra polida foi o sílex, naturalmente produzido na região. Foram reconstruídos alguns vasos em cerâmica, que tinham a forma aproximada de um saco. Estes tipos de cerâmica são semelhantes a outras peças encontradas ao longo da faixa costeira do Sudoeste, sendo considerados como típicos da região. Estas peças foram guardadas no Museu Municipal de Lagos. O espólio cerâmico da Cabranosa foi considerado como um dos mais relevantes em todo o território nacional, com alguns exemplares quase inteiros.
O segundo núcleo está situado junto a um marco geodésico, a cerca de 3,5 Km a Noroeste da localidade de Sagres, sendo classificado como uma estação de ar livre. Consiste num depósito quartenário, com areias do período Plistocénico, onde foram descobertos vários artefactos sobre seixos e lascas, correspondentes ao tipo da Cultura Mirense. O espólio foi preservado no Museu de Arqueologia e Etnografia do Distrito de Setúbal, e no Museu do Instituto Geológico e Mineiro.

## História
O povoado terá sido ocupado nos finais do VI milénio a.C., durante o Neolítico antigo, embora possa ter sido utilizado desde o Epipaleolítico. No local, também foram encontrados fragmentos de cerâmica do Neolítico final. Por seu turno, o espólio recolhido junto ao marco geodésico aponta para os períodos do Mesolítico e Neolítico final. O local seria povoado de forma relativamente estável, com uma economia baseada na pastorícia de gado ovino e bovino e numa agricultura básica junto aos pequenos cursos de água nas proximidades. A base alimentar seria apoiada pela captura de fauna marítima, uma vez que a costa estava a menos de 2 Km de distância.
O povoado foi descoberto no âmbito do levantamento geológico na Ponta de Sagres, tendo sido investigada pelos Serviços Geológicos de Portugal em 1970, que recolheram várias peças de cerâmica. Em 1976 foi estudado pelo arqueólogo Georges Zbyszewski, que encontrou uma antiga lareira, e foram reconstruídos quatro vasos do Neolitico antigo, a partir das peças descobertas em 1970. Em 1987 ambos os sítios foram alvo de trabalhos arqueológicos, no âmbito do programa de Levantamento Arqueológico do Algarve, tendo sido reconhecido o povoado e encontrados vários materiais junto ao marco geodésico. Em 1989 foi feita uma nova prospecção, como parte do levantamento arqueológico da Paisagem Protegida da Costa Sudoeste Alentejana e Algarvia, durante a qual foi reidentificado o povoado.